# Lou Taylor Pucci
Lou Taylor Pucci (Seaside Heights, 27 de julho de 1985) é um ator norte-americano, que apareceu pela primeira vez no filme de Rebecca Miller no bem-recebido Personal Velocity: Three Portraits em 2002. Pucci tinha o seu papel principal de avanço no aclamado Thumbsucker (2005), pelo qual ganhou o Prêmio Especial do Júri no Sundance Film Festival.
Pucci passou a estrelar em uma infinidade de filmes independentes, incluindo The Chumscrubber (2005), Fast Food Nation (2006), The Go-Getter (2007), Explicit Ills (2008), e Carriers (2009). Mais recentemente, Pucci teve papéis principais no remake de 2013, Evil Dead, bem como em The Story of Luke (2013).

## Vida e carreira
Pucci nasceu em Seaside Heights, Nova Jérsei. Sua mãe, Linda Farver, é uma modelo e ex-rainha da beleza, e seu pai, Louis Pucci, trabalhou como guitarrista das bandas The Watch e Leap of Faith. Com dois anos de idade, ele se mudou para Keansburg, Nova Jérsei. Ele é graduado na Academia Christian Brothers em Lincroft, ele atualmente vive em Venice, Califórnia.[carece de fontes?]
Ele atuou pela primeira vez aos dez anos de idade em uma produção de sua cidade natal, Oliver!. Apenas dois anos mais tarde, ele agiu como um substituto na Broadway interpretando Freidrich em The Sound of Music. Ele pode ser visto no filme de Arie Posin, The Chumscrubber, minissérie da HBO, Empire Falls, e estrelando como protagonista no filme de Mike Mills, Thumbsucker, pelo qual recebeu o Prêmio Especial do Júri para Atuação em 2005, no Sundance Film Festival e o Prêmio Urso de Prata de Melhor Ator no Festival de Berlim de 2005. Ele também interpretou o personagem principal no clipe musical da banda Green Day, "Jesus of Suburbia".
Em 2009, Pucci teve três filmes exibidos no Sundance Film Festival: Brief Interviews with Hideous Men, dirigido por John Krasinski; The Informers, com Billy Bob Thornton, Winona Ryder, Kim Basinger e Mickey Rourke, baseado na coleção de contos de mesmo nome de Bret Easton Ellis; e The Answer Man (anteriormente Arlen Faber e The Dream of the Romans) com Jeff Daniels e Lauren Graham. Pucci também foi jurado da competição de curtas-metragens.
Pucci teve papéis em vários filmes independentes no final da década, e teve um papel principal interpretando um homem autista em The Story of Luke (2013), ao lado de Seth Green. Ele também teve um papel de protagonista no remake de Evil Dead (2013), baseado no filme de 1981 de Sam Raimi. Em novembro de 2014, Pucci estrelou como Teddy Courtney em Law & Order: Special Victims Unit, no episódio "Chicago Crossover".

## Filmografia

### Cinema
| Ano  | Título                                            | Personagem      | Notas          |
| ---- | ------------------------------------------------- | --------------- | -------------- |
| 2002 | Personal Velocity                                 | Kevin           |                |
| 2005 | Thumbsucker                                       | Justin Cobb     |                |
| 2005 | The Chumscrubber                                  | Lee             |                |
| 2006 | Fifty Pills                                       | Darren          |                |
| 2006 | Fast Food Nation                                  | Gerald 'Paco'   |                |
| 2006 | Southland Tales                                   | Martin Kefauver |                |
| 2007 | The Go-Getter                                     | Mercer          |                |
| 2008 | Explicit Ills                                     | Jacob           |                |
| 2008 | The Informers                                     | Tim             |                |
| 2009 | The Answer Man                                    | Kris Lucas      |                |
| 2009 | Brief Interviews with Hideous Men                 | Evan            |                |
| 2009 | Horsemen                                          | Alex Breslin    |                |
| 2009 | Fanboys                                           | Boba Fett #1    |                |
| 2009 | Carriers                                          | Danny           |                |
| 2010 | Brotherhood                                       | Kevin           |                |
| 2010 | Beginners                                         | Mágico          |                |
| 2011 | The Music Never Stopped                           | Gabriel Sawyer  |                |
| 2011 | The Legend of Hell's Gate: An American Conspiracy | Kelly           |                |
| 2012 | All Together Now                                  | Ron             |                |
| 2012 | Jack & Diane                                      | Tom             |                |
| 2012 | The Story of Luke                                 | Luke            |                |
| 2013 | Evil Dead                                         | Eric            |                |
| 2014 | Spring                                            | Evan            |                |
| 2015 | Ava's Possessions                                 | Ben Branson     |                |
| 2016 | The Struggle                                      | Vince           | Curta-metragem |
| 2016 | Poor Boy                                          | Romeo Griggs    |                |
| 2018 | A-X-L                                             | Randall         |                |
| 2018 | A Good Dinner Party                               | Dave            | Curta-metragem |
| 2019 | The False Mirror                                  | Noah            | Curta-metragem |
| 2020 | The New Old Fashioned                             | Ted             | Curta-metragem |
| 2023 | Ex-Husbands                                       | Aaron           |                |

### Televisão
| Ano       | Título                            | Personagem                    | Notas                                     |
| --------- | --------------------------------- | ----------------------------- | ----------------------------------------- |
| 2005      | Empire Falls                      | John Voss                     | 2 episódios                               |
| 2006      | Law & Order: Criminal Intent      | Joey Frost                    | Episódio: "Cruise to Nowhere"             |
| 2012      | Girls                             | Eric                          | Episódio: "The Return"                    |
| 2013      | Reckless                          | Ryan Harrison                 | Filme para TV                             |
| 2014      | Law & Order: Special Victims Unit | Teddy Courtney                | Episódio: "Chicago Crossover"             |
| 2014      | Chicago P.D.                      | Teddy Courtney                | Episódio: "They'll Have to Go Through Me" |
| 2014      | Halt and Catch Fire               | Heath                         | Episódio: "Up Helly Aa"                   |
| 2016      | Falling Water                     | Andy                          | 3 episódios                               |
| 2018      | You                               | Benjamin 'Benji' J. Ashby III | 3 episódios                               |
| 2019      | You're the Worst                  | Nock Nock                     | 3 episódios                               |
| 2019      | Younger                           | Travis Jason                  | Episódio: "Merger, She Wrote"             |
| 2019      | American Horror Story: 1984       | Jonas Shevoore                | 5 episódios                               |
| 2021      | Shameless                         | Lou Milkovich                 | Episódio: "Slaughter"                     |
| 2021–2023 | Physical                          | Tyler                         | Elenco principal                          |
| 2025      | Daredevil: Born Again             | TBA                           | Pós-produção                              |